# Игра иллюзий
«Игра иллюзий» (исп. Juego de ilusiones) — чилийская теленовелла, созданная создателями Вероникой Сакель и Карлосом Опорто. В главных ролях: Хулио Милостич и Каролина Арреги. Премьера состоялась 16 января 2023 года на телеканале Mega.

## Сюжет
Мариана Назир – женщина благородного, христианского и толерантного характера, которая до сих пор ведет полноценную и комфортную жизнь со своим мужем и тремя дочерьми. Замужем двадцать пять лет за Хулианом Мардонесом, она никогда не предполагала, что ее счастье было не чем иным, как иллюзией: обнаружив измену мужа с лучшей подругой, ее история сделает поворот, который навсегда изменит задуманную ею жизнь.

## В ролях
- Каролина Арреги — Марианы Назир
- Хулио Милостич — Хулиана Мардонеса / Гильермо Мардонеса
- Алехандра Фосальба — Виктории Моран
- Лорето Валенсуэла — Ирен Сан-Хуан
- Патрисио Ачурра — Марио Хименеса
- Магдалена Мюллер — Софии Мардонес
- Этьен Бобенриет — Рубена Лары
- Наталия Арагонезе — Сусаны Мардонес
- Фелипе Контрерас — Игнасио Абаскаль
- Фернанда Финстербуш — Хавьеры Мардонес
- Моника Эчеверрия — Камилы Мардонес
- Феликс Вильяр — Эммануэля Хименеса
- Николас Рохас — Хоакина Мардонеса
- Мария Эстер Мессина — Лидии
- Камила Хиране — Валентины Гарсиа
- Карлос Диас — Мартина Лары / Сьенфуэгос
- Джордано Росси — Лукаса Брисеньо
- Даяна Дружок — Аланы Румиан